# Vladyslav Vanat
Vladyslav Andriyovych Vanat (en ukrainien : Владислав Андрійович Ванат), né le 4 janvier 2002 à Kamianets-Podilskyï en Ukraine, est un footballeur international ukrainien évoluant au poste d'avant-centre au Dynamo Kiev.

## Biographie

### En club
Né à Kamianets-Podilskyï en Ukraine, Vladyslav Vanat est formé au Dynamo Kiev. En avril 2021 il porte son total de buts avec les U21 à 23 unités sur la saison 2020-2021. Il bat ainsi le record du nombre de buts inscrits sur une saison dans ce championnat. Le précédent record datait de la saison 2006-2007 et était détenu par Oleksandr Aliyev avec 21 réalisations. Le 6 mai 2021 il prolonge son contrat avec son club formateur.
Il joue son premier match en équipe première le 9 mai 2021, lors de la dernière journée de la saison 2020-2021 de première division ukrainienne, contre le Kolos Kovalivka. Il entre en jeu à la place de Artem Besyedin et son équipe l'emporte par trois buts à zéro.
Le 20 juillet 2022, il joue son premier match de Ligue des champions contre le Fenerbahçe SK. Il entre en jeu et les deux équipes se neutralisent (0-0).
Vanat réalise son premier doublé en professionnel le 30 juillet 2023, lors de la première journée de la saison 2023-2024, contre le FK Mynaï. Titularisé, il participe à la victoire de son équipe par quatre buts à un.

### En sélection
Vladyslav Vanat représente l'équipe d'Ukraine des moins de 17 ans entre 2018 et 2019, pour un total de cinq matchs joués.
Le 26 mai 2021, Vladyslav Vanat joue son premier match avec l'équipe d'Ukraine espoirs contre l'Azerbaïdjan. Il entre en jeu à la place de Vladyslav Soupriaha et son équipe s'incline par un but à zéro.
Vladyslav Vanat honore sa première sélection avec l'équipe nationale d'Ukraine le 12 juin 2023, lors d'un match amical contre l'Allemagne. Il entre en jeu à la place d'Artem Dovbyk et les deux équipes se neutralisent (3-3 score final).
En mai 2024, il fait partie de la liste des 26 joueurs convoqués par Serhiy Rebrov en vue de l'Euro 2024.

## Palmarès
Dynamo Kiev
- Champion d'Ukraine en 2021.

## Distinctions personnelles
- Meilleur buteur du Champion d'Ukraine en 2024 et en 2025.